# Бочаров Леонід Порфирович
Леоні́д Порфи́рович Бочаро́в (нар. 1909 — пом. 1964) — бригадний комісар, з 1942 року — генерал-майор РСЧА. Учасник Другої світової війни, політпрацівник. Член радянської військової делегації, що загинула у 1964 році в авіакатастрофі літака Іл-18 поблизу Белграду (Югославія).

## Біографія
Народився 29 травня 1909 року у Верхньоуральську. У 1924 році родина Бочарових переїхала до м. Сатки. В цьому місті Леонід отримав 7-класну освіту та почав працювати на лісозаготівлях. Потім працював токарем на металургійних заводах Златоуста (1925) и Сатки (1926). У 1928 році його було переведено на комсомольску роботу.
У вересні 1931 року Л. П. Бочаров став курсантом Оренбурзького вищого військового авіаційного училища льотчиків. Через вади зору був відрахований, та у 1932 році переведений на військово-політичну роботу. У 1938 закінчив Військово-політичну академію імені В. І. Леніна, після чого був політпрацівником різного рівня у Червоній Армії.

## Друга світова війна
У 1941—1945 роках бригадний комісар (з 20.12.1942 р. — генерал-майор) Л. П. Бочаров обіймав наступні посади:
- інспектор Головного політичного управления Південного фронту;
- начальник 7-го відділу Політвідділу Приморської армії[1];
- начальник Політвідділу Приморської армії — з 25.07.1941 по 07.07.1942[2];
- начальник Політвідділу 4-ї резервної армії — з 10 липня по 8 листопада 1942 року;
- начальник Політвідділу 1-ї гвардійської армії — з листопада 1942 по серпень 1943 рр.;
- член Військової ради 57-ї армії — з серпня 1943 по червень 1946 рр.

## Післявоєнний період
Після завершення війни Л. П. Бочаров проходив службу на посаді голови Військової ради 9-ї механізованої армії. У 1949 році закінчив Академію Генерального штабу, та з квітня 1950 по 1955 рр. був помічником командувача 4-ї армії зі строєвої частини у Північно-Кавказькому та Закавказькому військових округах.
19 жовтня 1964 загинув у авіакатастрофі літака, який перевозив радянську делегацію на святкування 20-ї річниці визволення Белграда від фашистів. Похований на Новодівочому цвинтарі у Москві.

## Нагороди
Нагороджений:
ордени
- орден Леніна
  1. 28 квітня 1945
- орден Червоного Прапора
  1. 10 лютого 1942
  2. 1 квітня 1943
  3. 5 листопада 1946
  4. дату нагородження не встановлено
- орден Кутузова 1-го ступеня
  1. 29 червня 1945
- орден Кутузова 2-го ступеня
  1. дату нагородження не встановлено
- Файл:OrderofBogdanKhmelnitsky(USSR)1st.jpg Орден Богдана Хмельницького 2-го ступеня
  1. 19 березня 1944
- Орден Вітчизняної війни 1 ступеня
  1. 3 листопада 1944
- Орден Червоної Зірки
  1. дату нагородження не встановлено

Медалі
- -  Медаль «За бойові заслуги»
  -  Медаль «За оборону Одеси»
  -  Медаль «За оборону Севастополя»
  -  Медаль «За оборону Сталінграда»
  -  Медаль «За перемогу над Німеччиною у Великій Вітчизняній війні 1941—1945»
  -  Медаль «30 років Радянській Армії та Флоту».

Іноземні нагороди
- Орден «За хоробрість» (Болгарія)
- Орден Партизанської Зірки (Югославія).